# Kinyongia vanheygeni
Kinyongia vanheygeni là một loài thằn lằn trong họ Chamaeleonidae. Loài này được Necas mô tả khoa học đầu tiên năm 2009.